# Annette Badland
Annette Badland (Birmingham, 26 agosto 1950) è un'attrice britannica.

## Biografia
Nasce nel 1950 in Inghilterra a Birmingham.
Ha recitato in circa 115 film nell'arco di 36 anni.
Tra i suoi ruoli di maggiore rilievo quello della signora Jolly nel film La fabbrica di cioccolato (2005) di Tim Burton e quello del medico legale Fleur Perkins nella serie tv  L'ispettore Barnaby.

## Filmografia parziale

### Cinema
- Jabberwocky, regia di Terry Gilliam (1977)
- Una casa per Oliver (Hollow Reed), regia di Angela Pope (1996)
- Little Voice - È nata una stella (Little Voice), regia di Mark Herman (1998)
- Honest, regia di David A. Stewart (2000)
- La fabbrica di cioccolato (Charlie and the Chocolate Factory), regia di Tim Burton (2005)
- Wish 143, regia di Ian Barnes - cortometraggio (2009)
- A Quiet Passion, regia di Terence Davies (2016)
- Dickens - L'uomo che inventò il Natale (The Man Who Invented Christmas), regia di Bharat Nalluri (2017)
- Io & Sissi (Sisi & Ich), regia di Frauke Finsterwalder (2023)

### Televisione
- Miss Marple (Agatha Christie's Marple) – serie TV, episodio 1x04 (1985)
- I viaggi di Gulliver (Gulliver's Travels) – serie TV, puntata 01 (1996)
- L'incantesimo del manoscritto (The Lost Empire), regia di Peter MacDonald – miniserie TV (2001)
- Poirot (Agatha Christie's Poirot) – serie TV, episodio 9x01 (2003)
- Doctor Who – serie TV, episodi 1x04-1x05-1x11 (2005)
- Maghi contro alieni (Wizards vs. Aliens) – serie TV, 35 episodi (2012-2014)
- Padre Brown (Father Brown) – serie TV, 1 episodio 2x06 (2013)
- Outlander – serie TV, 5 episodi (2014-2015)
- L'ispettore Barnaby (Midsomer Murders) – serie TV (2018-in corso)
- Ted Lasso - serie TV (2020-2023)
- Beyond Paradise – serie TV, episodio 1x03 (2023)

## Doppiatrici italiane
Nelle versioni in italiano dei suoi lavori, Annette Badland è stata doppiata da:
- Lorenza Biella in Outlander, Dickens - L'uomo che inventò il Natale
- Stefania Romagnoli in Doctor Who
- Franca Lumachi ne La fabbrica di cioccolato
- Aurora Cancian in Maghi contro alieni
- Marina Tagliaferri in A Quiet Passion
- Simona Biasetti in The Crown